# Conseil européen des 15 et 16 juin 2001
Le Conseil européen des 15 et 16 juin 2001, aussi appelé Conseil européen de Göteborg, s'est tenu les 15 et 16 juin 2001 à Göteborg en Suède.

## Conclusions

### Stratégie de Lisbonne
Ce Conseil a élargi les objectifs de la stratégie de Lisbonne à l'environnement et au développement durable.

« Point central dans l'ordre du jour, le conseil européen a approuvé une stratégie de développement durable et a ajouté la dimension de l'environnement à la stratégie de Lisbonne. Dans ce contexte, la stratégie ainsi définie repose sur le principe selon lequel il faut examiner d'une manière coordonnée les conséquences économiques, sociales et environnementales de toutes les politiques et en tenir compte dans le processus de décision. Les progrès accomplis dans l'élaboration et la mise en œuvre de la stratégie seront régulièrement évalués par le conseil européen lors de ses sessions annuelles de printemps. Le Conseil européen a, par ailleurs, mis en évidence la dimension planétaire du développement durable et a retenu, dans un premier temps, quatre domaines d'action prioritaires : le changement climatique, les transports, la santé publique, et la gestion des ressources naturelles. »

### Économie
Lors de la réunion, les États membres définissent les grandes orientations de politique économique comme servant de « cadre [pour la] définition des grands objectifs politiques ».

## Sources